# Radek Žaloudek
Radek Žaloudek (* 16. června 1996 v Praze) je český fotbalový obránce či defenzivní záložník působící v A-týmu FK Dobrovice.

## Klubová kariéra
Svoji fotbalovou kariéru začal v TJ Čechie Karlín, odkud v průběhu mládeže přestoupil do Bohemians Praha 1905. V průběhu jarní části sezony 2014/15 se propracoval do prvního mužstva.